# Barbus huguenyi
Barbus huguenyi е вид лъчеперка от семейство Шаранови (Cyprinidae). Видът е застрашен от изчезване.

## Разпространение
Разпространен е в Гвинея и Либерия.

## Описание
На дължина достигат до 5,3 cm.